# (200052) Sinigaglia
(200052) Sinigaglia est un astéroïde de la ceinture principale.

## Description
(200052) Sinigaglia est un astéroïde de la ceinture principale. Il fut découvert le 31 juillet 2008 à Skylive par Fabrizio Tozzi et Giovanni Sostero. Il présente une orbite caractérisée par un demi-grand axe de 2,43 UA, une excentricité de 0,16 et une inclinaison de 5,8° par rapport à l'écliptique.

## Compléments